# 552 Зіґлінда
552 Зіґлінда (552 Sigelinde) — астероїд головного поясу, відкритий 14 грудня 1904 року Максом Вольфом у Гейдельберзі.
Тіссеранів параметр щодо Юпітера — 3,188.